# Леоганг
Леоганг —  містечко та громада в австрійській землі Зальцбург. Містечко належить округу Целль-ам-Зее.
Леоганг на мапі округу та землі.
Рада громади складається з 19 членів. Бургомістом міста є Гельга Гаммершмід-Ратгеб від СДПА.

## Галерея

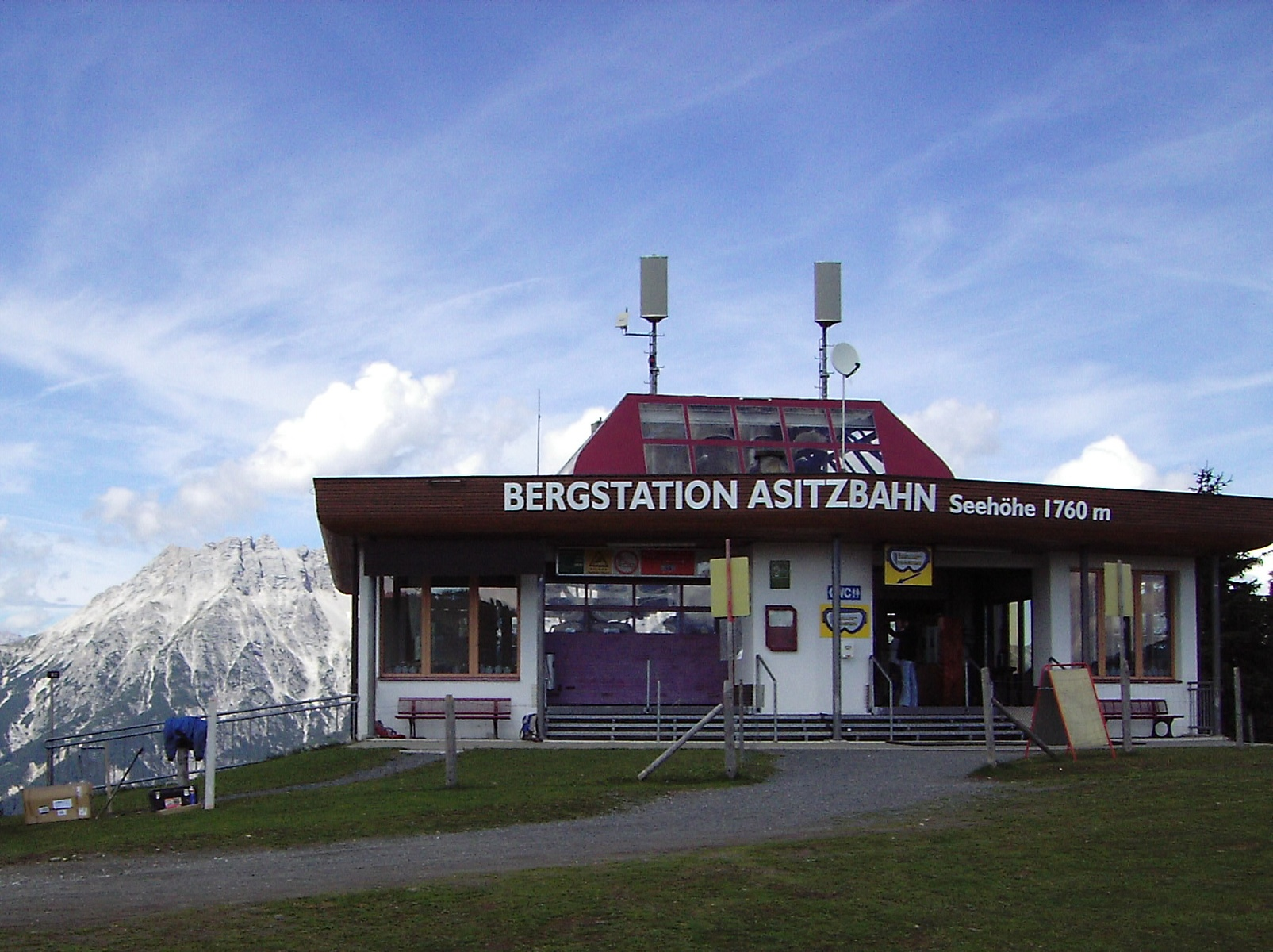
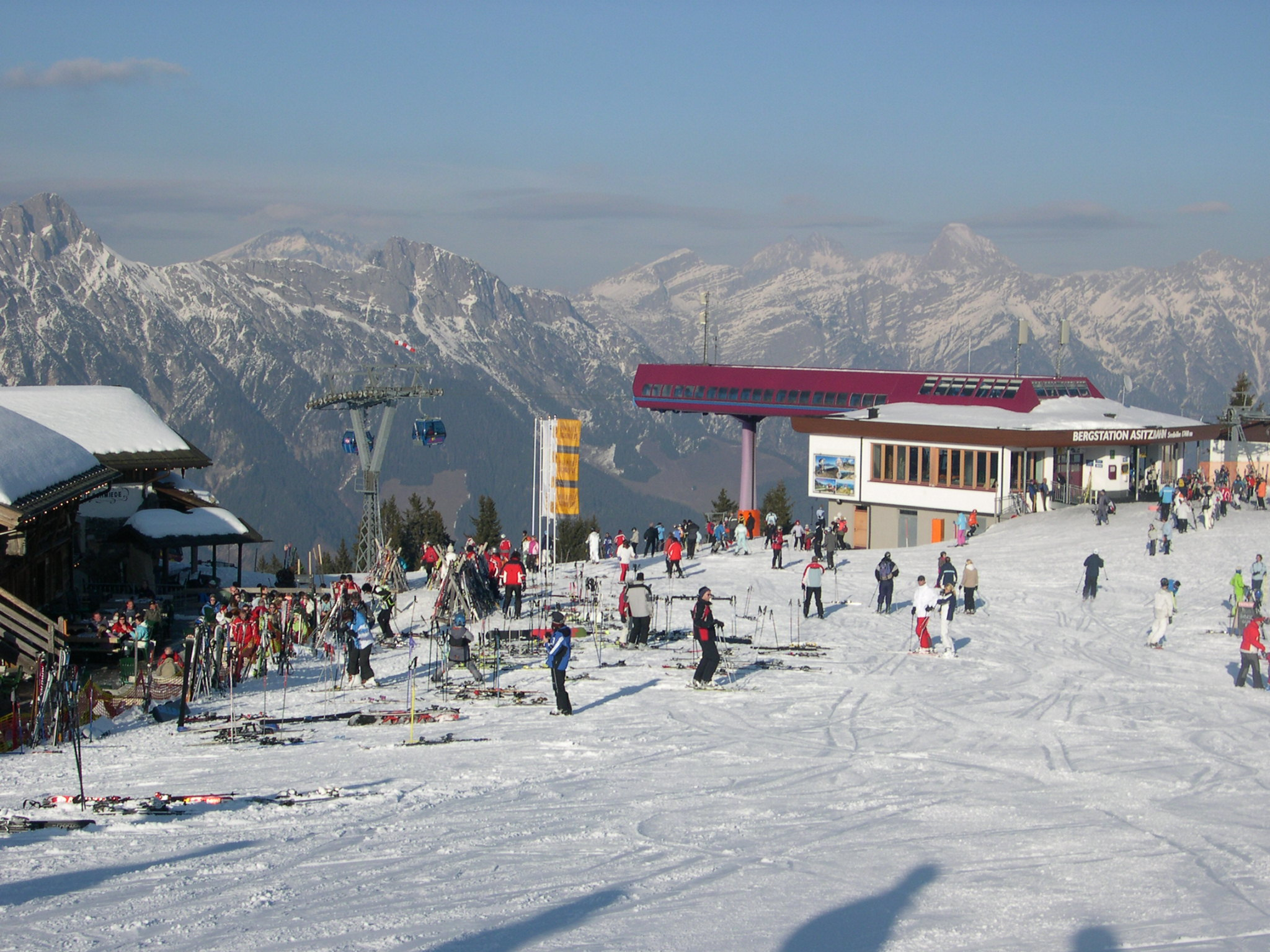
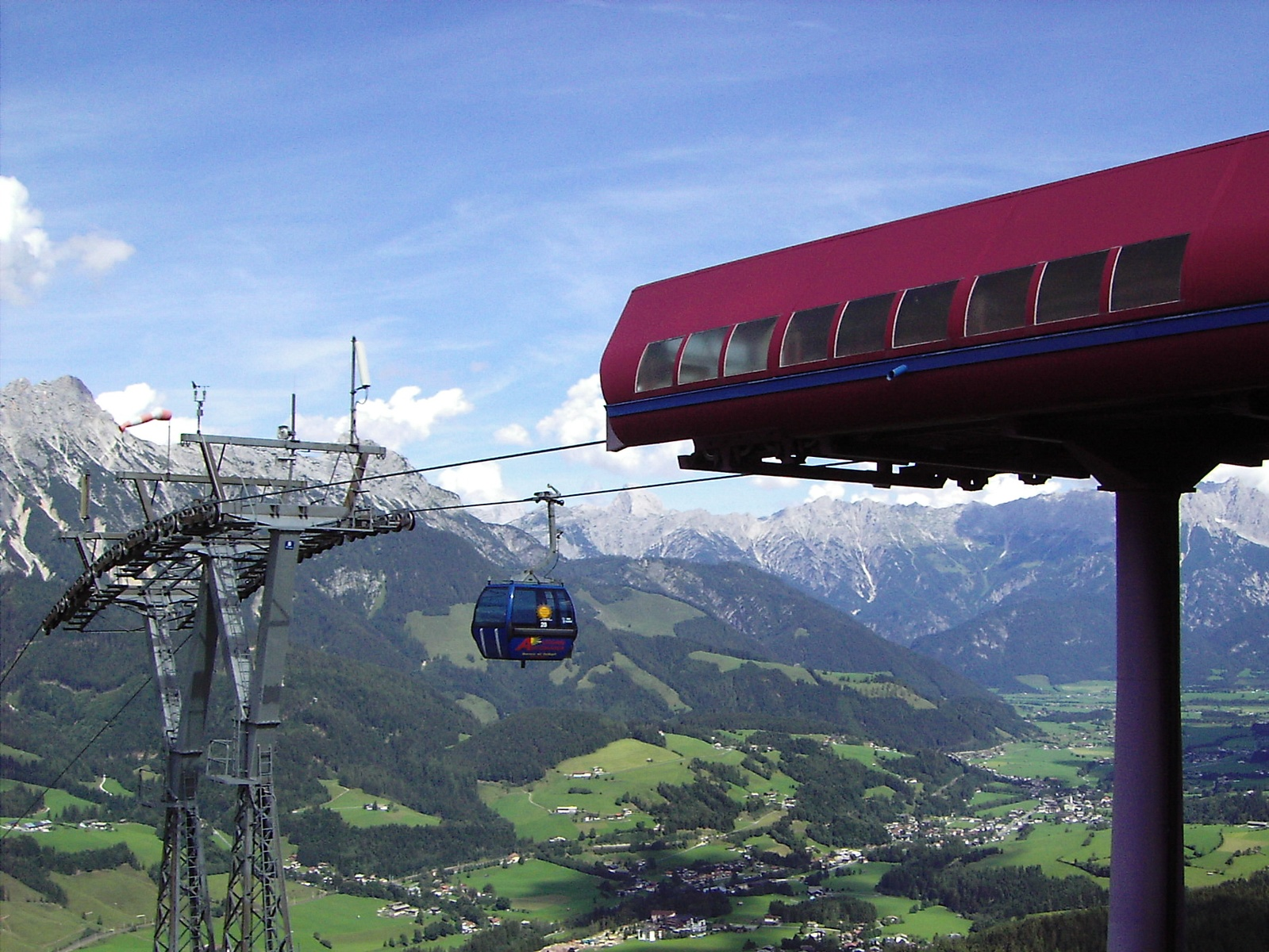
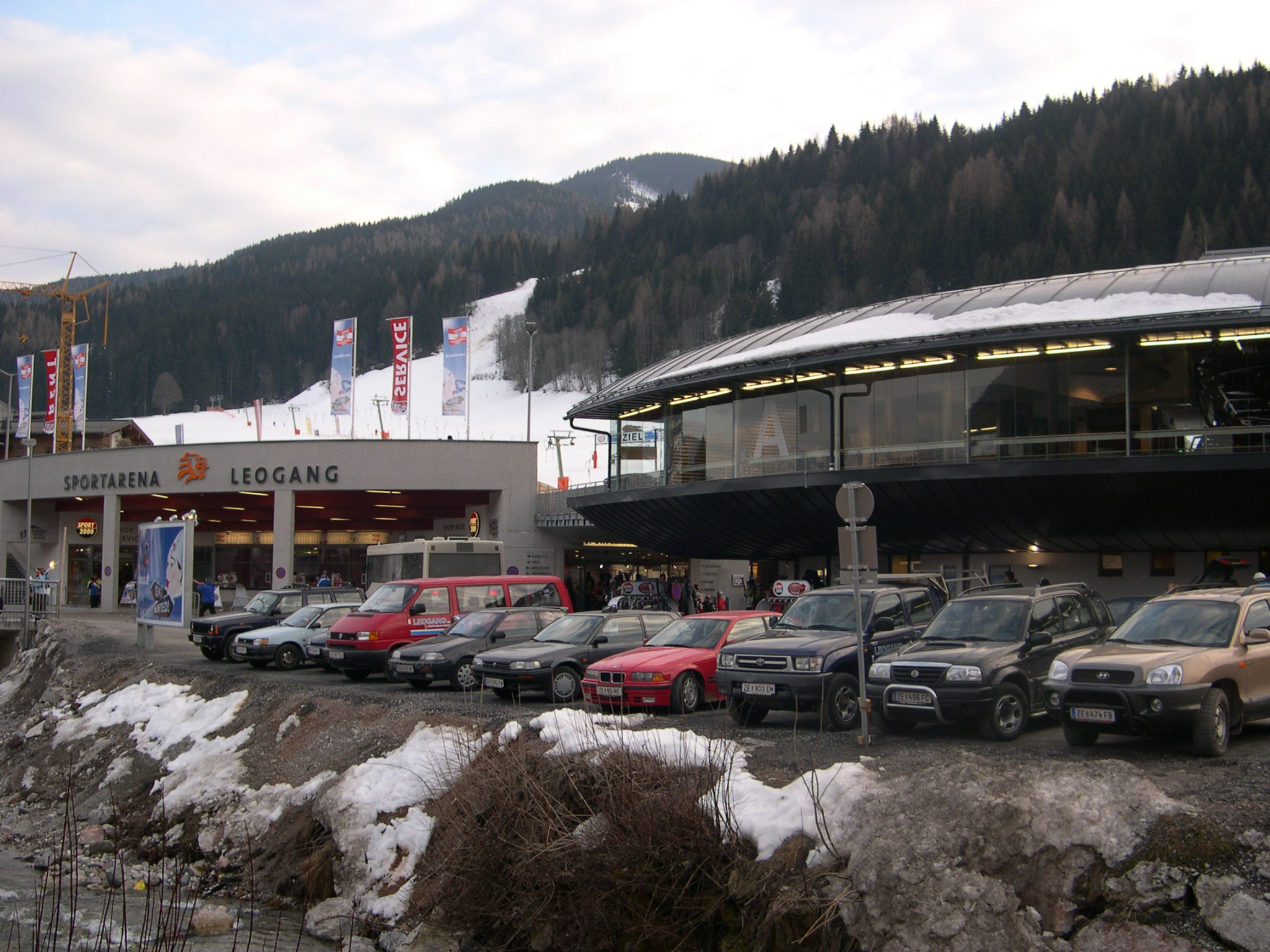